# Mykolajiwka (Krywyj Rih, Sofijiwka)
Mykolajiwka (ukrainisch Миколаївка; russisch Николаевка Nikolajewka) ist ein Dorf in der ukrainischen Oblast Dnipropetrowsk mit etwa 1300 Einwohnern (2012).

## Geographie
Das 1810 gegründete Dorf hieß bis 1958 Nowo-Mykolajiwka (ukrainisch Ново-Миколаївка) und liegt im Osten des Rajon Krywyj Rih 27 km südöstlich vom ehemaligen Rajonzentrum Sofijiwka am Ufer des Basawluk. Durch Mykolajiwka verläuft die Kreisstraße T-0432, die den Ort Richtung Norden mit Boschedariwka und nach Süden mit Nikopol verbindet. Der Bahnhof Loschkariwka (ukrainisch: Лошкарівка), der an der Bahnstrecke Cherson–Dnipropetrowsk der Odeska Salisnyzja liegt, ist 2 km vom Dorf entfernt.

## Verwaltungsgliederung
Am 20. Juli 2018 wurde das Dorf ein Teil der Siedlungsgemeinde Sofijiwka, bis dahin bildete es zusammen mit den Dörfern Kateryniwka (ukrainisch Катеринівка), Kateryno-Nataliwka (ukrainisch Катерино-Наталівка), Nasariwka (ukrainisch: Назарівка), Neperemoschne (ukrainisch Непереможне), Olexandro-Biliwka (ukrainisch Олександро-Білівка), Petriwka (ukrainisch Петрівка), Selene (ukrainisch Зелене), Wilne Schyttja (ukrainisch Вільне Життя) und Wolodymyriwka (ukrainisch Володимирівка) sowie die Ansiedlung Loschkariwka (ukrainisch Лошкарівка) die gleichnamige Siedlungsratsgemeinde Mykolajiwka (Миколаївська сільська рада/Mykolajiwska silska rada) im Südosten des Rajons Sofijiwka.
Am 17. Juli 2020 kam es im Zuge einer großen Rajonsreform zum Anschluss des Rajonsgebietes an den Rajon Krywyj Rih.